# Cydistomyia latistriata
Cydistomyia latistriata är en tvåvingeart som först beskrevs av Schuurmans Stekhoven 1926.  Cydistomyia latistriata ingår i släktet Cydistomyia och familjen bromsar. Inga underarter finns listade i Catalogue of Life.